# 九条輔実
九条 輔実（くじょう すけざね）は、江戸時代中期の摂政・関白。号は後洞院。

## 略歴
寛文9年（1669年）に九条兼晴の子として生まれる。母は九条道房の娘・待姫。延宝4年（1676年）に叙従三位。右大臣（1704年 - 1708年）、左大臣（1708年 - 1715年）、摂政（1712年 - 1716年）、関白（1716年 - 1722年）などを歴任。享保14年（1730年）、61歳で死去。
絵画が得意で、京都上善寺の弁天十五童子は彼の遺作といわれている。

## 系譜
- 正室：賢宮益子 - 後西天皇皇女
  - 長男：九条師孝（1688-1713）
  - 女子：輔子（輔姫） - 徳川吉通正室
- 側室：家女房
  - 二男：九条幸教（1700-1728） - 兄師孝養子
  - 三男：九条尚実（堯厳）（1717-1787）- 甥稙基養子